# Latrunculia sceptrellifera
Latrunculia sceptrellifera är en svampdjursart som först beskrevs av Carter 1887.  Latrunculia sceptrellifera ingår i släktet Latrunculia och familjen Latrunculiidae.
Artens utbredningsområde är havet utanför Myanmar. Inga underarter finns listade i Catalogue of Life.